# Kaun
| Nombre            | Protonórdico    | Anglosajón   | Nórdico antiguo       | Nórdico antiguo       |
| Nombre            | *Kaunan(?)      | Cen          | Kaun                  | Kaun                  |
| Nombre            | ?               | "antorcha"   | "úlcera / enfermedad" | "úlcera / enfermedad" |
| Forma             | Futhark antiguo | Futhorc      | Futhark joven         | Futhark joven         |
| Forma             |                 |              |                       |                       |
| Unicode           | ᚲ U+16B2        | ᚳ U+16B3     | ᚴ U+16B4              | ᚴ U+16B4              |
| Transliteración   | k               | c            | k                     | k                     |
| Transcripción     | k               | c            | k, g                  | k, g                  |
| Sonido AFI        | [k]             | [k], [c]     | [k], [g]              | [k], [g]              |
| Puesto alfabético | 6               | 6            | 6                     | 6                     |
| Ætt               | Ætt de Freyr    | Ætt de Freyr | Ætt de Freyr          | Ætt de Freyr          |

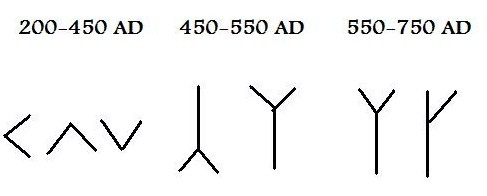
Evolución de la runa en el futhark antiguo en los distintos siglos.

Kaun es el nombre en nórdico antiguo de la runa que representa al sonido [k] (futhark antiguo ᚲ, futhark joven ᚴ, futhorc ᚳ) como atestiguan los poemas rúnicos noruego e islandés, en cuyos idiomas significa úlcera, enfermedad. Su nombre en protonórdico se ha reconstruido lingüísticamente como *kaunan. También es conocida como kenaz o Cen (antorcha) según el nombre anglosajón.
La forma de la runa del futhark antiguo probablemente se basa en las letras equivalenes a la c de los alfabetos itálicos como la etrusca  𐌂 y la latina C. Las formas del futhark joven y del futhorc tienen paralelismos con las formas de las letras k de los alfabetos itálicos, etrusca  𐌊 y latina K (como se puede ver en la inscripción del Yelmo de Negau). La letra equivalente del alfabeto gótico es 𐌺 k, que se llama kusma.

## Poemas rúnicos
La runa aparece en los tres poemas rúnicos:
| Poema rúnico:                                                                                                  | Traducción: |
| Noruego antiguo Kaun er barna bǫlvan; bǫl gørver nán fǫlvan.                                                   | La úlcera es fatal para los niños; la muerte hace que el cadáver palidezca.                                                 |
| Islandés antiguo Kaun er barna böl ok bardaga [för] ok holdfúa hús. flagella konungr.                          | Enfermedad fatal para los niños y un punto doloroso y la morada de la mortificación.                                        |
| Anglosajón Cen byþ cwicera gehwam, cuþ on fyre blac ond beorhtlic, byrneþ oftust ðær hi æþelingas inne restaþ. | La antorcha es conocida por todo hombre por su blanca y brillante llama; siempre quema junto a donde el príncipe se sienta. |
| Nota: - La estrofa del poema islandés está glosada con la palabra latina flagella "látigo".                    | |